# Kevihjulet

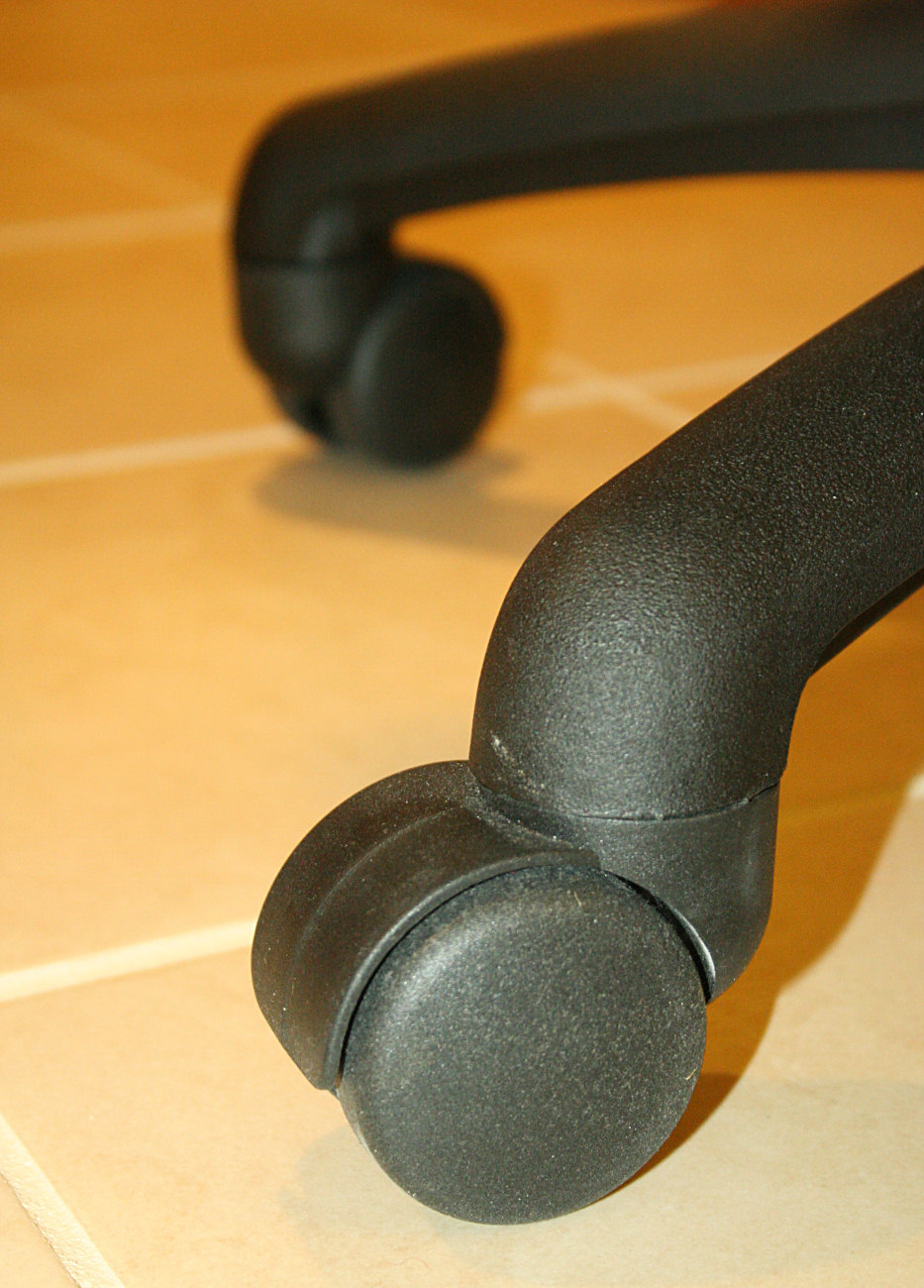

Kevihjulet är ett möbelhjul, som konstruerades  på 1960-talet 1965 av den danske arkitekten Jørgen Rasmussen (1931-2024).
Kevihjulet tillkom i samband med tvillingbröderna Ib och Jørgen Rasmussens arbete att formge kontorsstolen Kevi/Knoll. Hjulet var innovativt på flera sätt. Det gjordes i nylon och var därför smörjningsfritt. Det hade en bredare anläggningsyta än tidigare hjul och klarade därför bättre mjuka underlag. Det är också dubbelt och har sin vertikala axel för hjulets fäste i stolen mellan hjulhalvorna, vilket gjorde att axeln kom tätt intill hjulets vertikala vridningspunkt och gjorde stolen smidig att vrida. Hjulen tillåter att man sittande kan flytta stolen i olika riktningar och har blivit standard för efterföljande modeller av kontorsstolar.
Kevihjulet är inkluderat i Danmarks kulturkanon under kategorin Design och konsthantverk.